# UFC Fight Night: Shields vs. Ellenberger
UFC Fight Night: Shields vs. Ellenberger（ユーエフシー・ファイトナイト：シールズ・バーサス・エレンバーガー、別名UFC Fight Night 25）は、アメリカ合衆国の総合格闘技団体「UFC」の大会の一つ。2011年9月17日、ルイジアナ州ニューオーリンズのエネルストン・メモリアル・コンベンションセンターで開催された。

## 大会概要
本大会ではジェイク・シールズとジェイク・エレンバーガーによるウェルター級ワンマッチが組まれた。

## 試合結果

### プレリミナリィカード
第1試合 ウェルター級 5分3R
○  ジャスティン・エドワーズ vs.  ホルヘ・ロペス ×
3R終了 判定3-0（29-28、29-28、29-28）
第2試合 フェザー級 5分3R
○  ロビー・ペラルタ vs.  マイク・ルーロー ×
3R終了 判定3-0（30-27、30-27、29-28）
第3試合 ウェルター級 5分3R
○  TJ・ウォルドバーガー vs.  マイク・スタンプ ×
1R 3:52 三角絞め
第4試合 ウェルター級 5分3R
○  セス・バジンスキー vs.  クレイ・ハービソン ×
2R 1:12 リアネイキドチョーク
第5試合 バンタム級 5分3R
○  ケン・ストーン vs.  ドニー・ウォーカー ×
1R 2:40 TKO（リアネイキドチョーク）
第6試合 ウェルター級 5分3R
○  ランス・ベノイスト vs.  マット・リドル ×
3R終了 判定3-0（29-28、29-28、29-28）
第7試合 ライト級 5分3R
○  エヴァン・ダナム vs.  シャマール・ベイリー ×
3R終了 判定3-0（30-27、30-27、30-27）
第8試合 ライト級 5分3R
○  ヴァグネル・ホシャ vs.  コーディ・マッケンジー ×
2R 3:49 リアネイキドチョーク

### メインカード
第9試合 ミドル級 5分3R
○  アラン・ベルチャー vs.  ジェイソン・マクドナルド ×
1R 3:48 ギブアップ（パウンド）
第10試合 フェザー級 5分3R
○  エリック・コク vs.  ジョナサン・ブルッキンズ ×
3R終了 判定3-0（30-27、29-28、30-27）
第11試合 ミドル級 5分3R
○  コート・マッギー vs.  ヤン・ドンイ ×
3R終了 判定3-0（30-27、29-28、30-28）
第12試合 ウェルター級 5分3R
○  ジェイク・エレンバーガー vs.  ジェイク・シールズ ×
1R 0:53 TKO（膝蹴り→パウンド）

### 各賞
ファイト・オブ・ザ・ナイト： ランス・ベノイスト vs. マット・リドル
ノックアウト・オブ・ザ・ナイト： ジェイク・エレンバーガー
サブミッション・オブ・ザ・ナイト： TJ・ウォルドバーガー
各選手にはボーナスとして55,000ドルが支給された